# Escalier monumental d'Auch
L'escalier monumental d'Auch est un site classé et un monument historique du XIXe siècle constituant une voie piétonne reliant par les 374 marches de son escalier la haute et la basse-ville d'Auch. Il y a 374 marches au total avec les doubles volées. Seules 233 marches sont nécessaires pour monter de la basse-ville à la haute-ville.

## Localisation
L'escalier monumental se trouve à Auch, préfecture du département du Gers en région Occitanie et capitale de la région historique et culturelle de Gascogne. Il est situé en surplomb de la rive gauche du Gers, dans une entaille de la colline de la haute-ville et descend de la place Salinis, au sud de la cathédrale Sainte-Marie et de la tour d'Armagnac, jusqu'au boulevard Sadi-Carnot, entre le pont du Prieuré et le passage Saint-Pierre.

## Historique
À la suite du coup d'État du 2 décembre 1851, 10 000 habitants de la ville d'Auch se soulèvent contre l'Empereur. Le préfet du Gers Eugène Lagarde ayant été malmené par les insurgés, Louis-Napoléon Bonaparte charge le préfet Paul Féart (1er février 1852-4 juin 1858) d'organiser la répression. 338 auscitains sont déportés en Algérie. Le préfet Féart va cependant se rallier les insurgés en apportant son secours aux plus démunis et en embellissant la ville. Sur le rapport du 24 novembre 1853 de l'imprimeur auscitain Foix, conseiller municipal, qui déclare « Il faut créer des chantiers afin de donner de l'ouvrage à ceux qui en manquent », un projet préfectoral adopté le 28 août 1855 par le Conseil général et le 18 août 1857 par le Conseil municipal organise les grands travaux qui vont transformer la ville d'Auch,,,,.

Par ces travaux le préfet Féart ne veut pas seulement assurer aux auscitains le confort procuré par l'eau courante et le gaz ; son projet est aussi d'agrémenter la ville et de mettre en valeur la cathédrale. Il annonce : 

« La ville d'Auch possède le plus beau monument du Midi de la France ; deux bâtiments détruisent l'harmonie de la partie la plus élégante […] Nous allons dire à l'État : si vous êtes disposé à commencer les travaux de dégagement de l'église d'Auch, nous offrons de vous céder notre tribunal et nos prisons, et nous transporterons ces deux établissements sur un point plus convenable. L'un de ces bâtiments faisait partie de l'évêché, vous le rendrez à sa primitive destination ; l'autre forme, par sa tour colossalement haute, une des beautés pittoresques de la ville et du département. Son existence et son histoire sont intimement liées à l'histoire de la ville, des comtes d'Armagnac et, par conséquent, à l'histoire du département tout entier. Ce donjon sera conservé comme monument historique ; c'est à cette condition seulement que nous consentons à nous en dessaisir. La partie de ces deux constructions qui doit être démolie dégagera la Cathédrale […] À la ville, nous disons la partie la plus ancienne d'Auch, le centre de la cité, compris entre la Cathédrale et le Collège, se trouve d'un accès si difficile et dans une position si défavorable que la population l'a abandonnée […] La future place ainsi dégagée se terminera par une des plus belles terrasses du Midi de la France. Un perron de 80 marches reliera cette terrasse et la basse ville. Ces deux parties de la cité dont les habitants éprouvent de si fâcheuses difficultés de communication seront mises en rapport aussi direct que facile. »

 Ainsi sont posées les bases du dégagement de la future place Salinis et de la construction du futur escalier monumental,,,,.
Dans le même temps, Léopold Gentil (1816-1891), architecte en chef du département et inspecteur des édifices diocésains, traduit en plan les souhaits du préfet Féart et de l'archevêque Antoine de Salinis associés dans le même projet. Cependant, l'escalier tel qu'il apparaît ne correspond pas à ces plans et l'auteur du projet réalisé n'est pas connu. Quoi qu'il en soit, les travaux débutent en 1858. Les bâtiments de l'officialité qui jouxtent la cathédrale sont débarrassés du Tribunal et des prisons transférés dans le quartier de l'Oratoire, à l'extrémité des allées d'Étigny où viennent d'être construits le nouveau palais de Justice et la nouvelle maison d'arrêt. Le quartier des chanoines et le cloître sont rasés. La nouvelle place est plantée de micocouliers. Ne subsistent de part et d'autre que le collège des Jésuites, futur Lycée d'Auch puis collège Salinis et la tour d’Armagnac. La construction de l'escalier monumental est réalisée avec les matériaux locaux, la pierre calcaire des carrières du Serrot à Leboulin, principalement utilisée pour la construction du nouveau tribunal, mais également avec les pierres de la chanoinie en réemploi. Les sept fontaines bénéficient des travaux d'adduction d'eau de la ville réalisés dans le même temps. L'escalier est inauguré en 1863,,,,.
L'ouvrage est cependant de constitution fragile du fait de matériaux de qualité friable, d'un emplacement instable, et encore fragilisé par les inondations de 1897 et celles de 1977 qui provoquèrent l'effondrement d'une partie de l'édifice au-dessus de la rue Charras. Des travaux de confortement puis de réhabilitation au long cours ont depuis été engagés qui voient l'escalier et les terrasses retrouver la pierre blonde du Gers et les jardins de nouveaux agréments comme des arbres de Judée ou des 420 plants de vigne de Saint-Mont en 2017. Un partenariat est conclu en 2009 entre la ville d'Auch et la Fondation du patrimoine pour leur financement,.

Images d'Auch à l'époque de la construction de l'escalier monumental
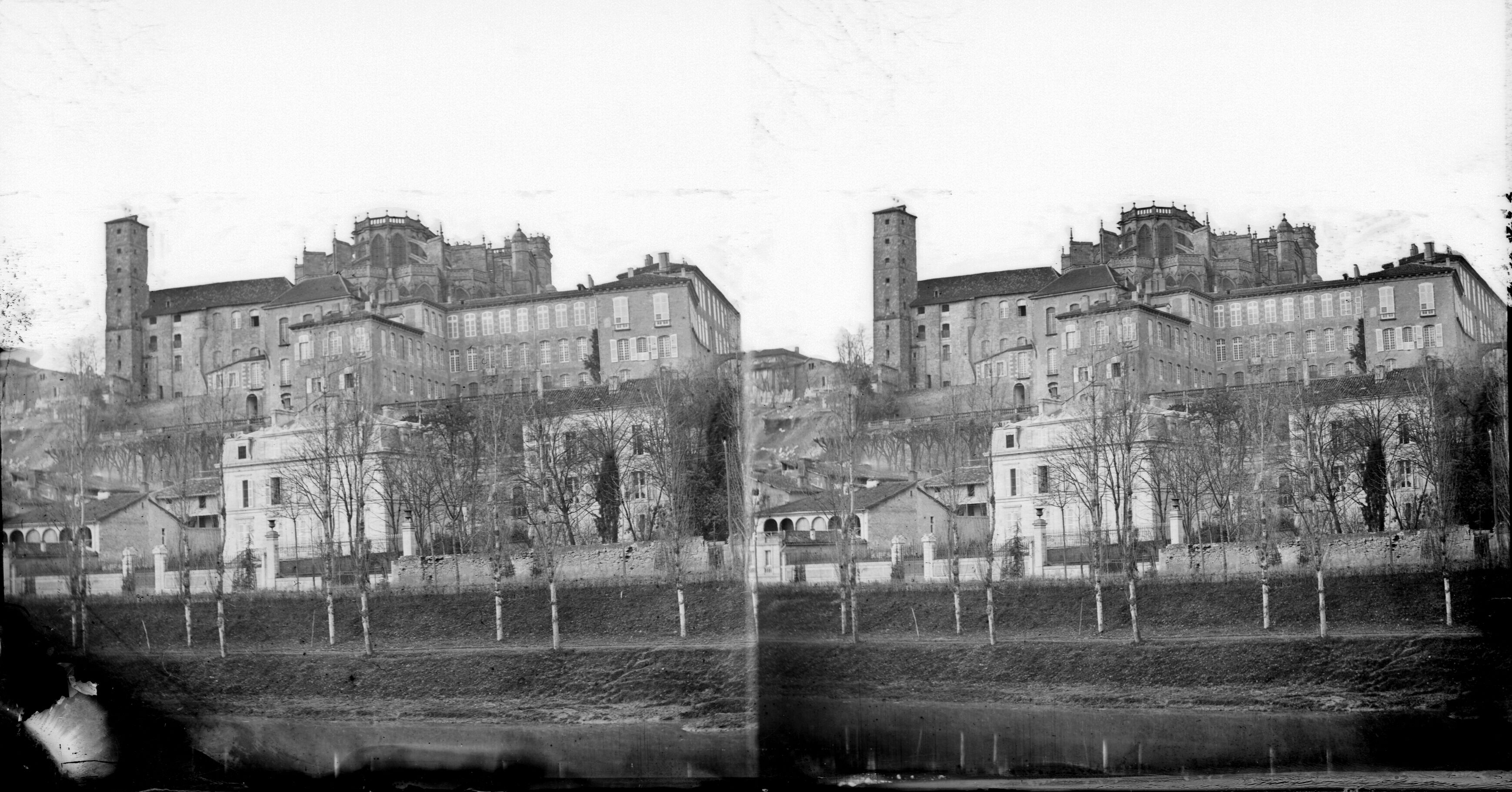
L'escalier, la place et le boulevard n'existent pas encore (photographie Eugène Trutat 24 janvier 1862)
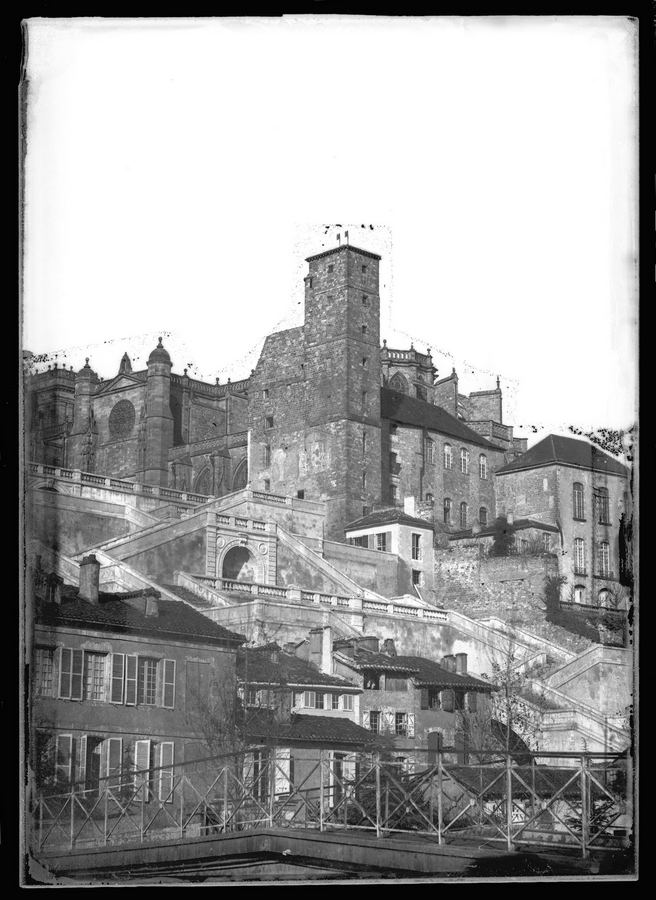
L'escalier peu après sa construction avec dans le bas la passerelle Saint-Pierre (photographie Eugène Trutat, sans date)
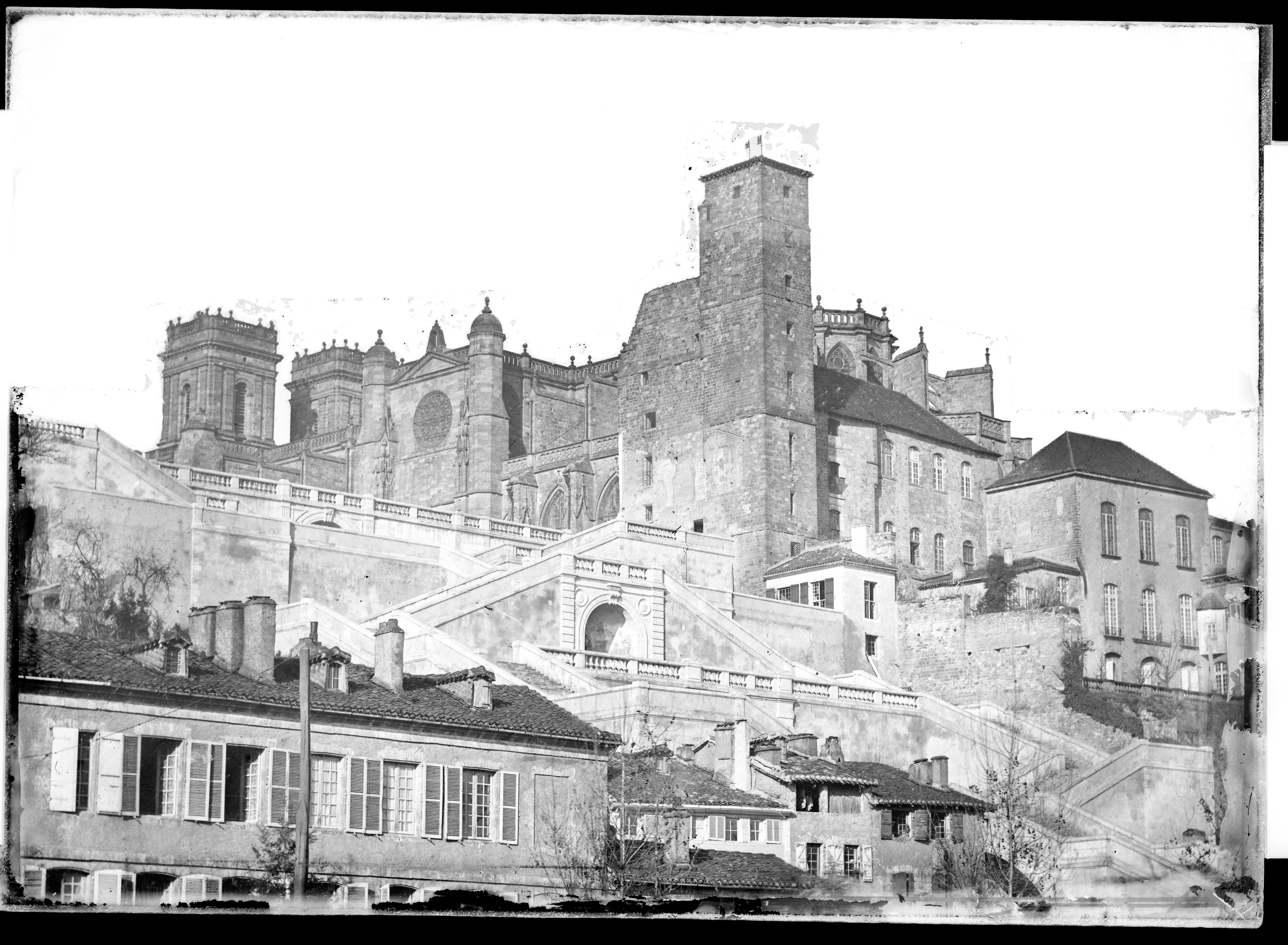
Plan large de la même photographie montrant les tours de la cathédrale (photographie Eugène Trutat, sans date)
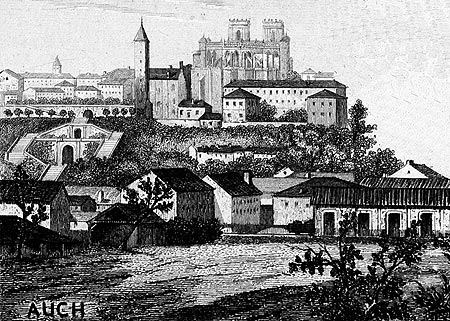
La cathédrale, la tour d'Armagnac et l'escalier (La France et ses colonies, atlas illustré, 1883)

## Architecture

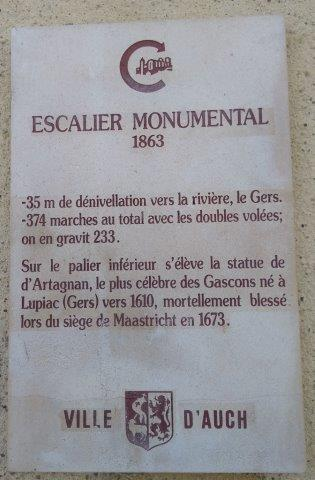
Plaque située en haut de l'escalier Monumental

Construit sur 35 mètres de dénivellation, l'escalier est constitué de 374 marches, protégées par de larges et hautes rambardes de pierre et descendant, de part et d'autre de la place Salinis, en deux volées convergentes se rejoignant sur une première esplanade. La descente se poursuit par une volée centrale puis les marches s'écartent à nouveau en deux volées divergentes entourées de jardins. Elles s'orientent encore vers une deuxième terrasse et descendent ensuite en une volée centrale, ponctuée de trois paliers. Les marches s'évasent pour déboucher enfin sur le boulevard Sadi-Carnot. Le nombre de marches à monter ou descendre par l'une ou l'autre des volées convergentes ou divergentes et les volées droites est de 233.
Le côté est de la place Salinis, fermé par des balustrades de pierre, forme un premier balcon offrant une vue panoramique sur la basse ville. Les mêmes balustrades protègent le premier palier de l'escalier au droit de la tour d'Armagnac au nord et du collège Salinis au sud. Au centre du mur de soutènement des deux terrasses et du jardin central est creusée, sur toute la hauteur, une niche en cul-de-four, encadrée de pilastres et surmontée d'un arc en plein-cintre, abritant une fontaine et un bassin.
Au sol de la première esplanade, L'Observatoire du temps, sculpture en fonte de Jaume Plensa commémorant les inondations de 1977 en Gascogne, égrène les mots de l'Ancien Testament évoquant le déluge. Au sud, l'esplanade se poursuit par la rue Vieille Pousterle aux maisons moyenâgeuses. Au nord se déroulent les jardins en terrasses de l'hôtel de la Préfecture, ancien palais archiépiscopal. Sur la dernière terrasse, précédant la descente vers le Gers enjambant la rue Charras et la rue Rabelais, domine la statue monumentale du célèbre gascon Charles de Batz de Castelmore, dit d'Artagnan, réalisée par Firmin Michelet en 1931.
L'escalier monumental de la villa Garzoni (Italie, XVIIe siècle) est cité comme une référence stylistique dont les caractéristiques se retrouvent à Auch mais également dans les escaliers du Bom Jesus (Portugal, XVIIIe siècle), de la gare Saint-Charles (Marseille, XXe siècle) ou de la rue Foyatier à Montmartre (Paris, XXe siècle).

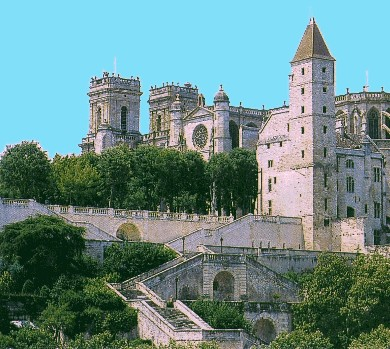
Escalier monumental d'Auch
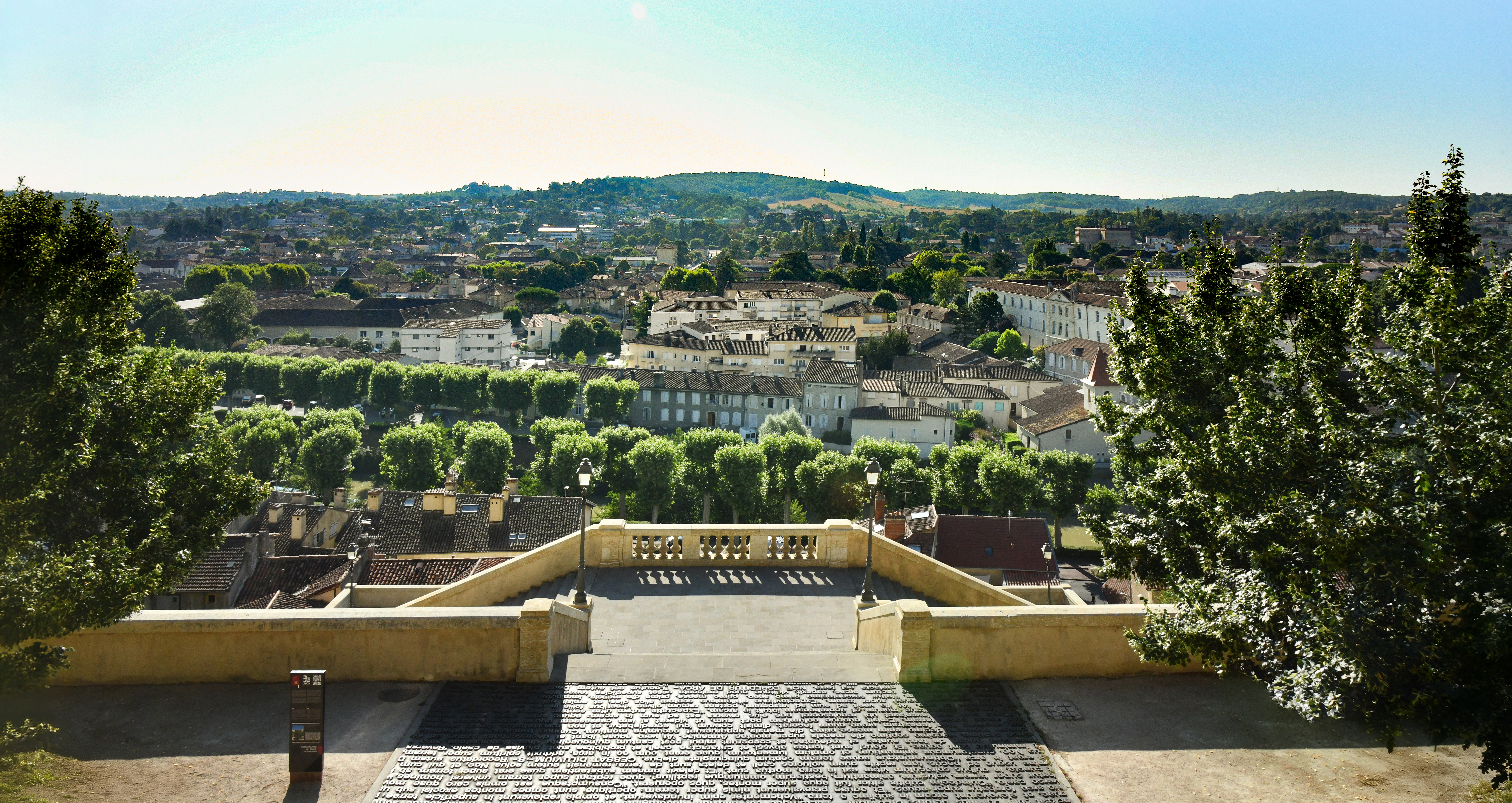
Le quartier 'Au Capucins' vu du haut de l'escalier monumental
Fontaine de la 2ème terrasse
Fontaine de la 3ème terrasse
Fontaine de la 4ème terrasse
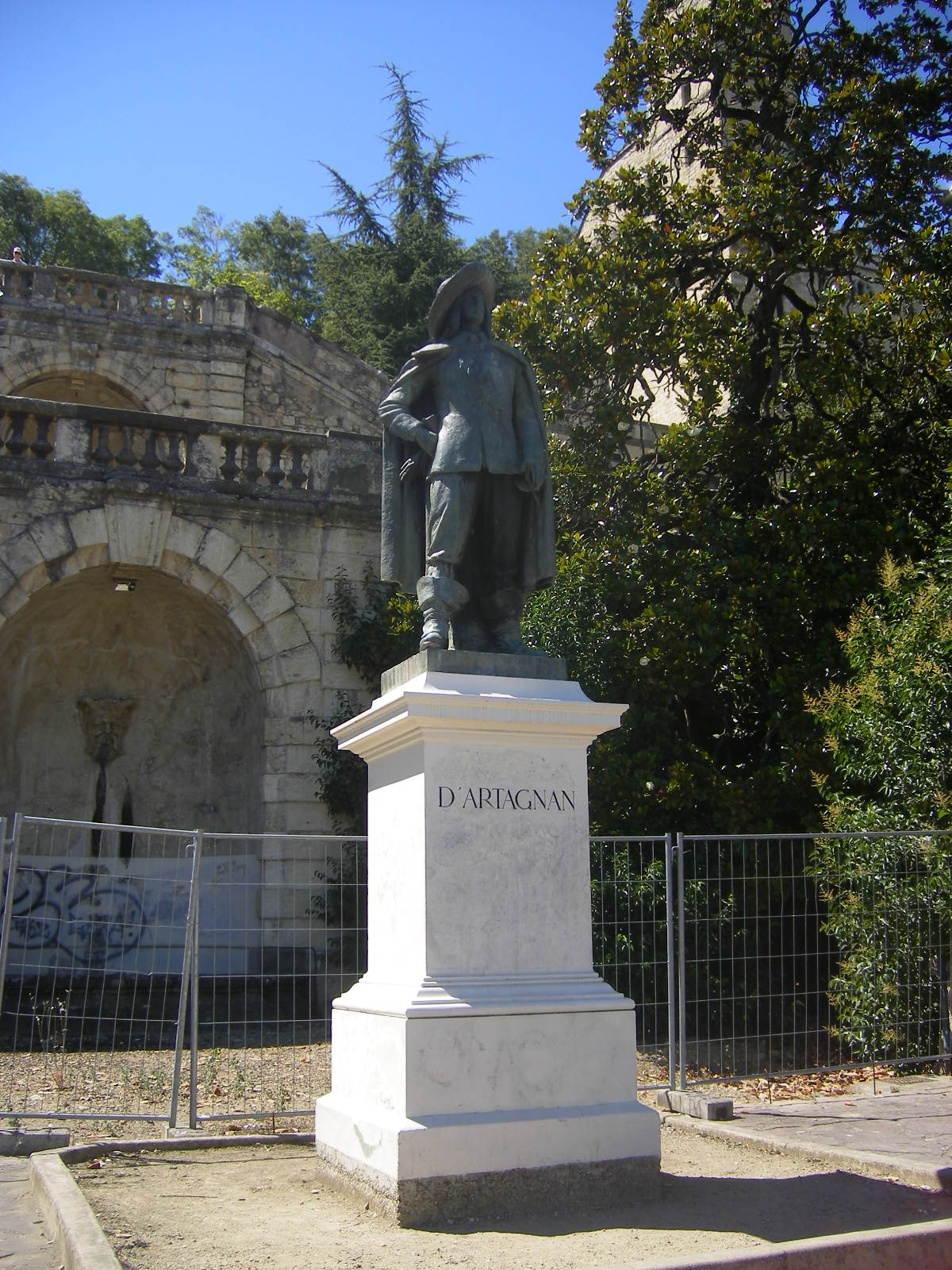
Statue de D'Artagnan à la 4ème terrasse
Fontaine de la rue Rabelais
Plans de différents cépages le long de l'Escalier monumental.

### Architecture dans le monde

Escalier de la villa Garzoni
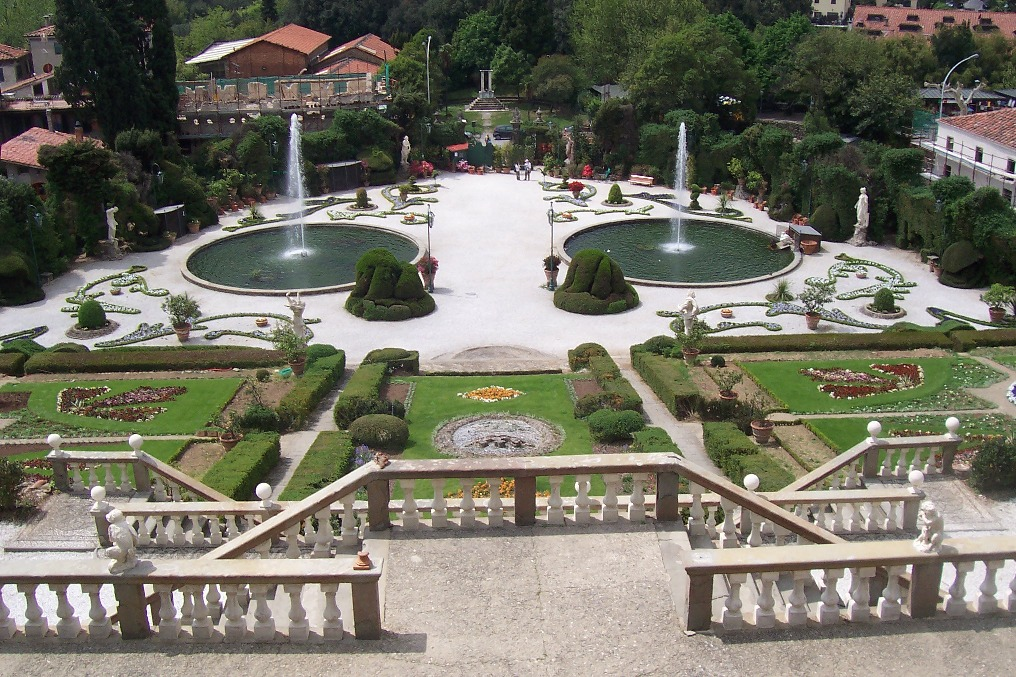
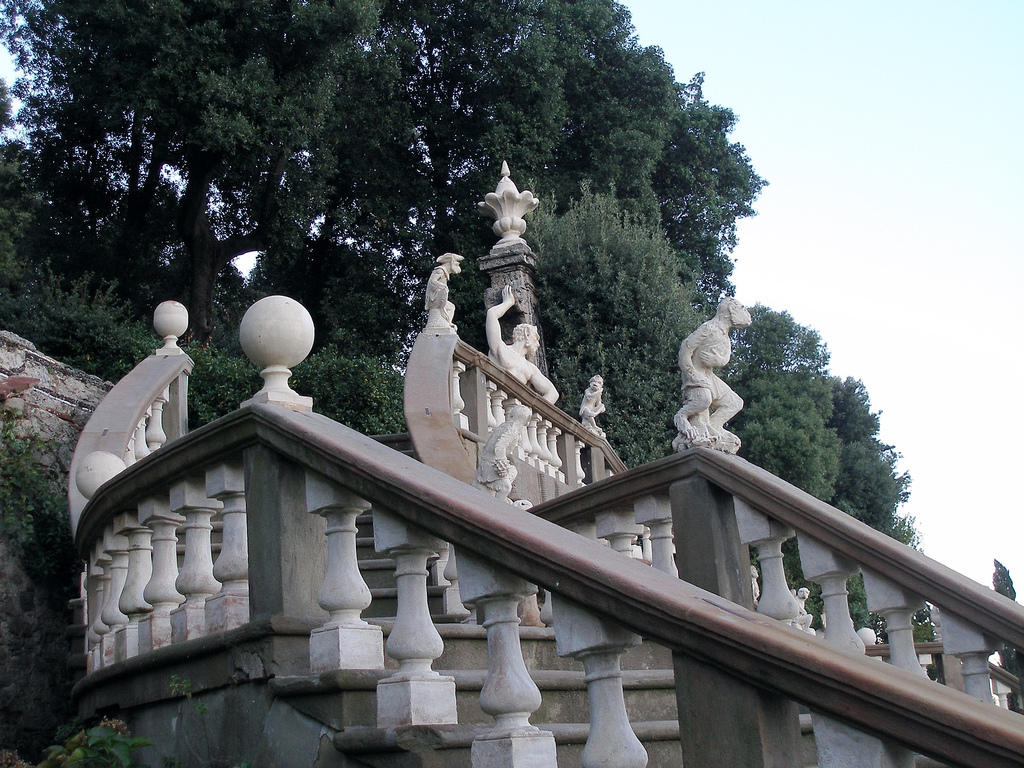
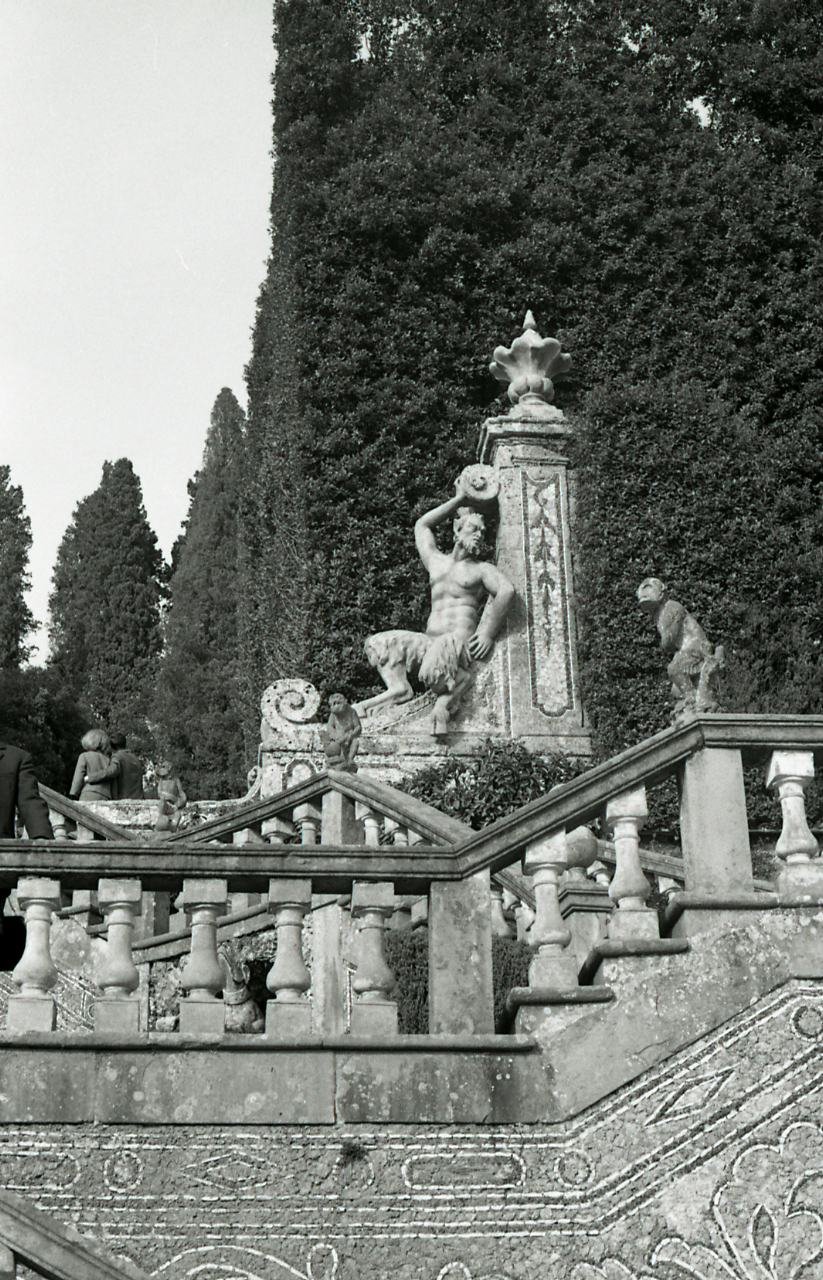
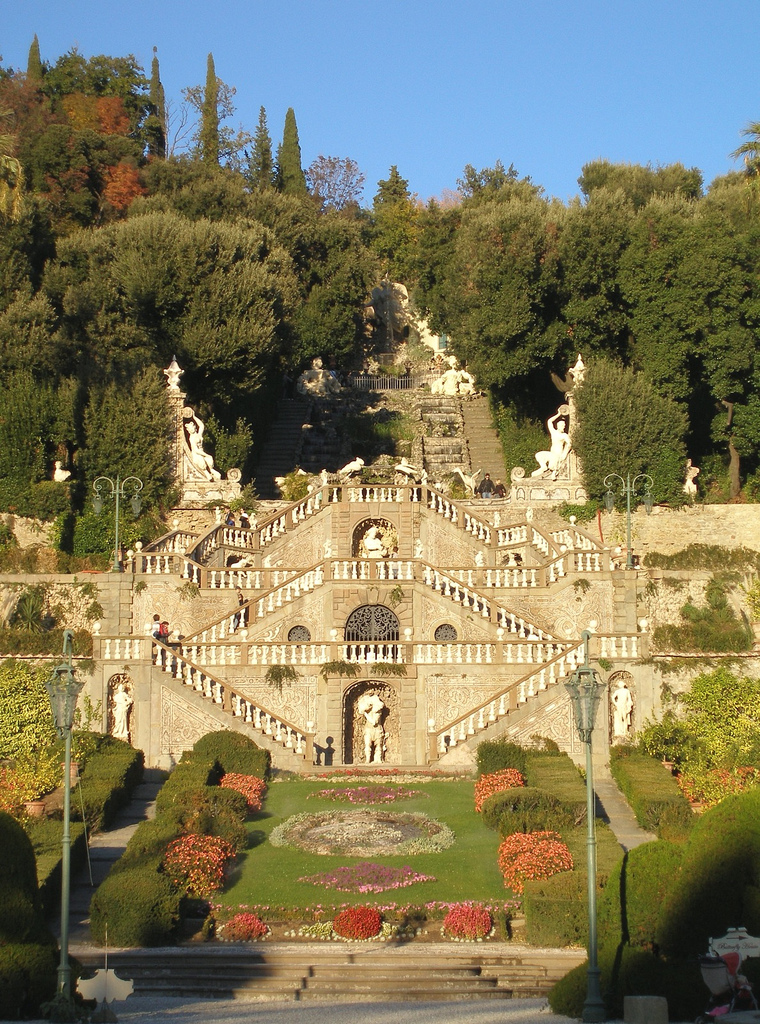

Escaliers du Bom Jesus, de la gare Saint-Charles et de Montmartre
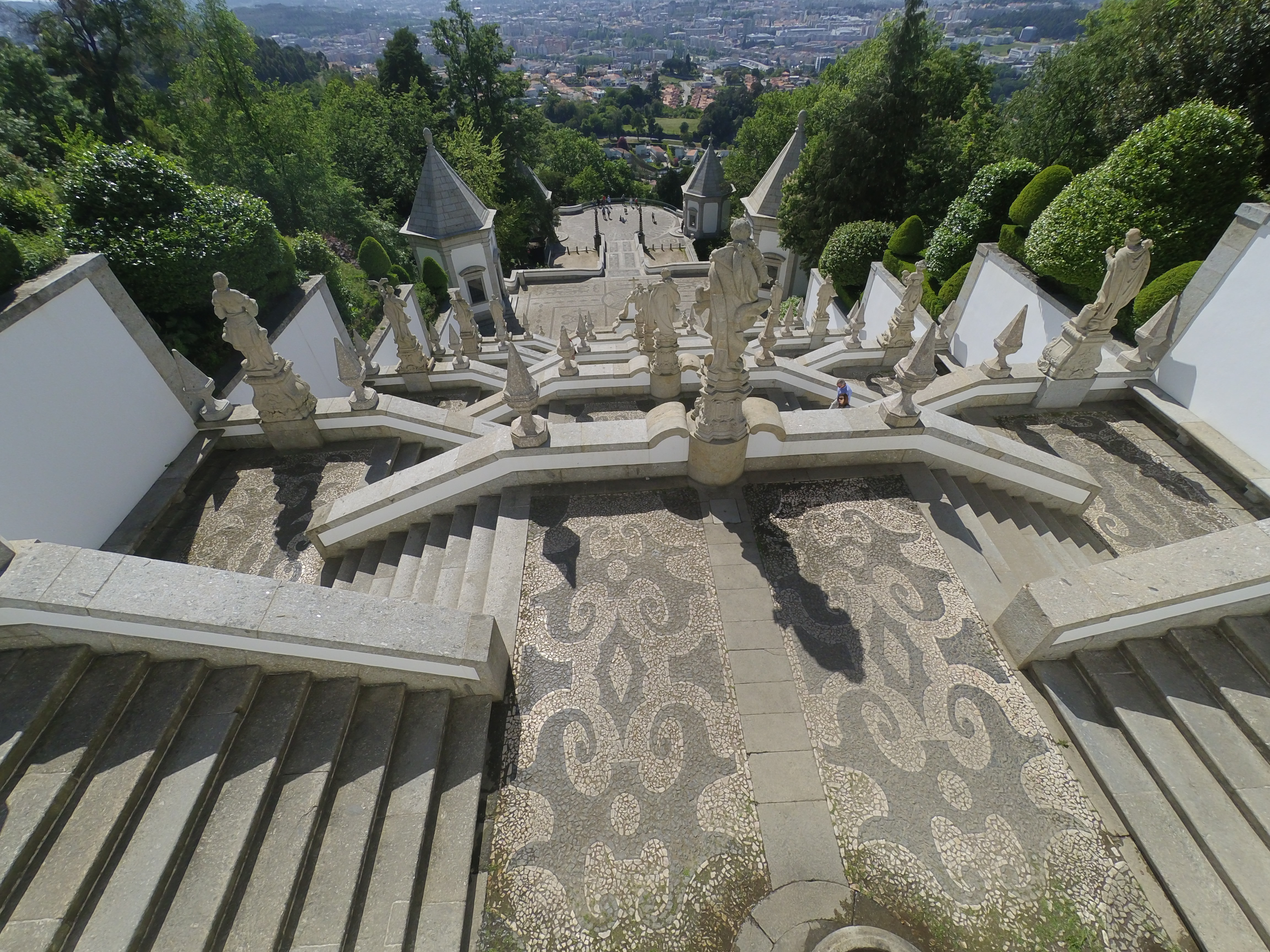
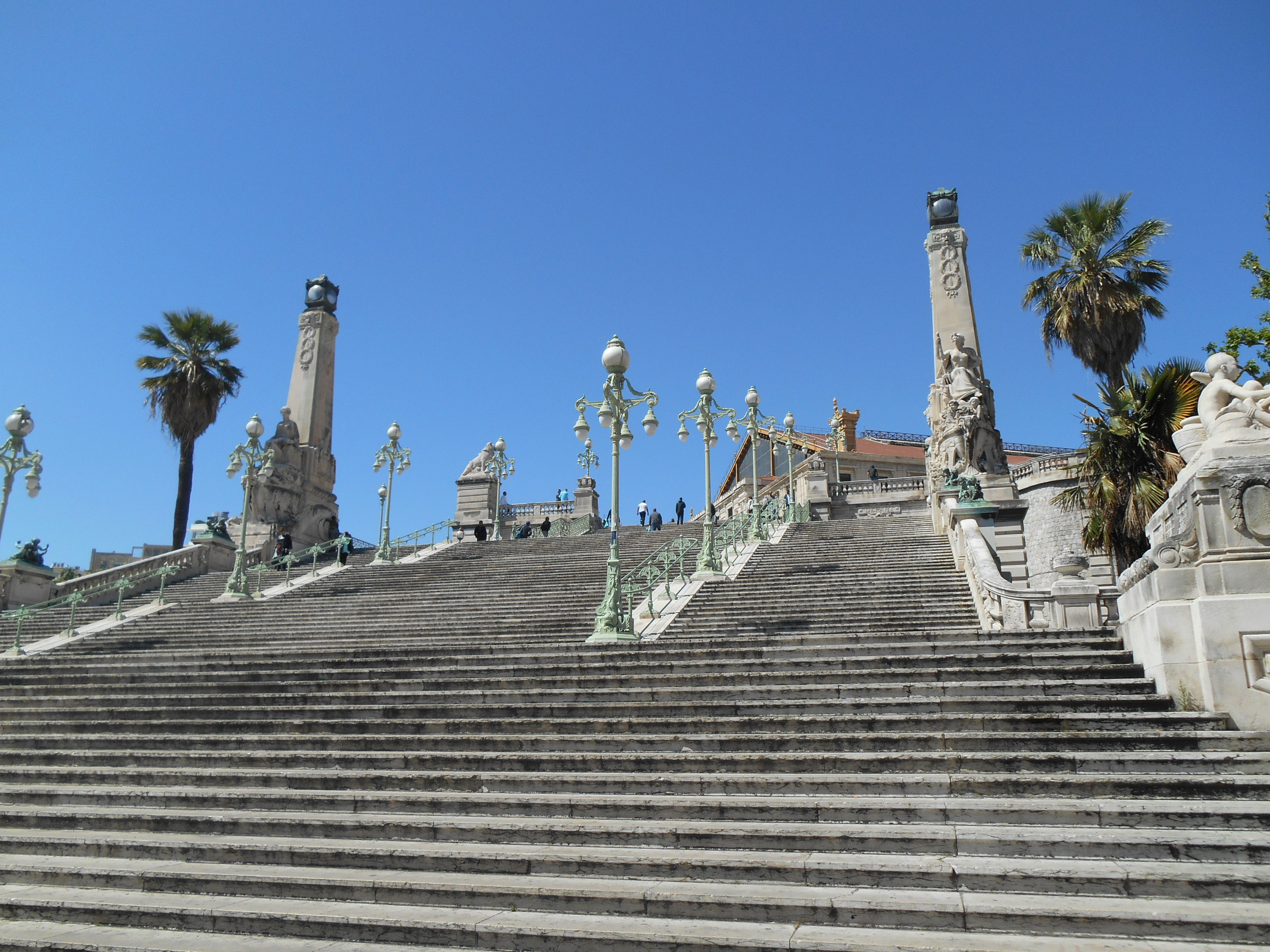
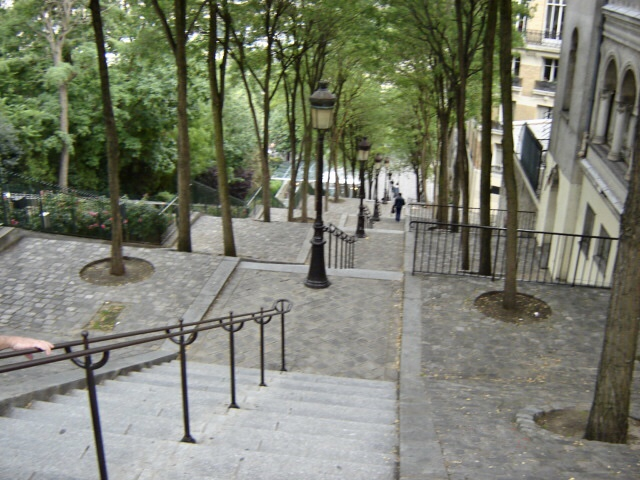

## Protection du patrimoine
L'escalier monumental d'Auch est inscrit à l'inventaire supplémentaire des monuments historiques par un arrêté du 16 juin 1994. L'ensemble urbain constitué par l'escalier monumental, ses terrasses, leurs élévations, les bassins, les plantations des abords et la place Salinis, est également classé par un arrêté du 1er juin 1943 au titre des sites remarquables pour son caractère rattaché aux « paysages bâtis par l'Homme ».

## Notes et références

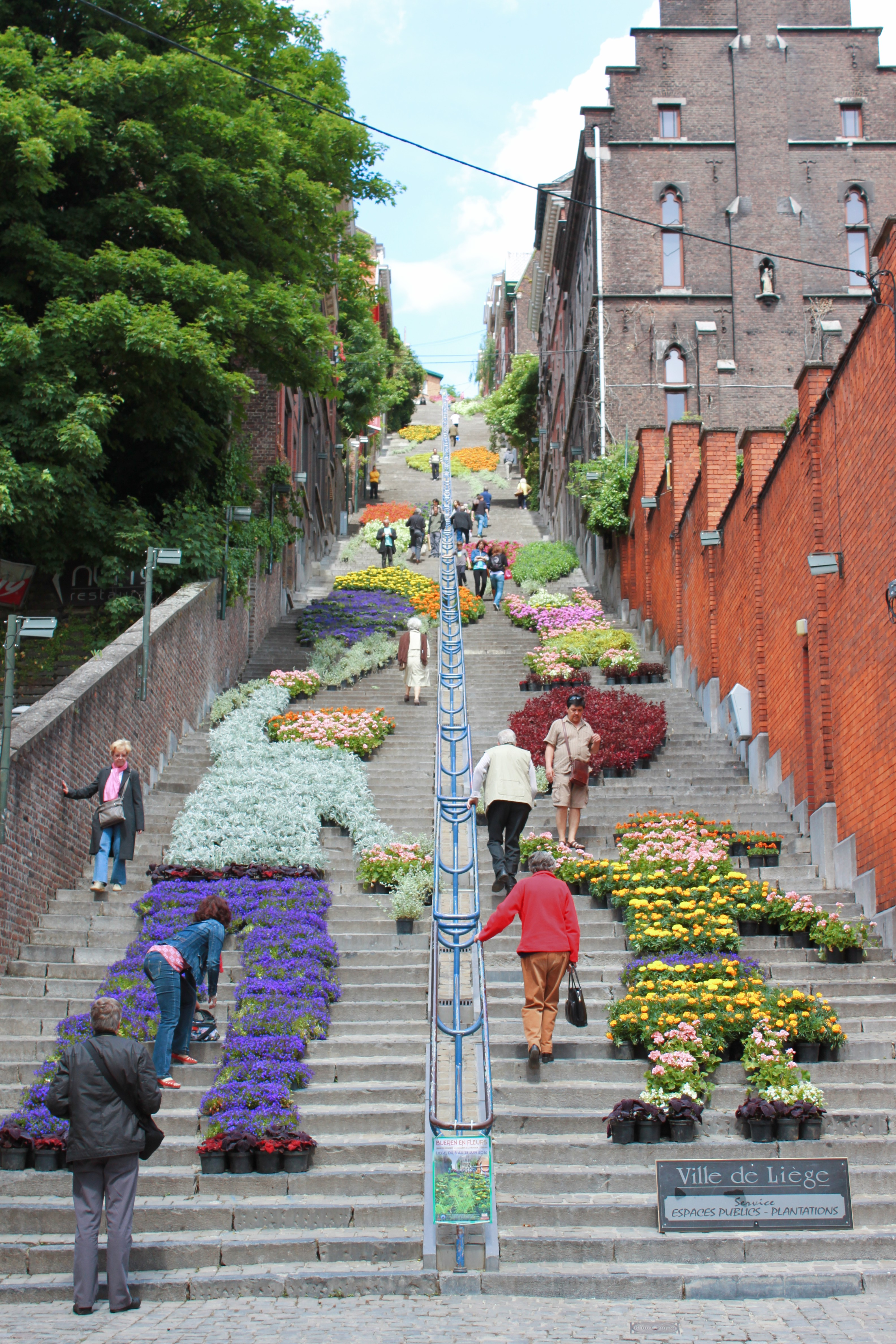
L'escalier aux 374 marches fleuries de la montagne de Bueren à Liège.